# Promops
Promops es un género de murciélagos que pertenecen a la familia Molossidae. Agrupa a 3 especies nativas del Neotrópico.

## Especies
Se reconocen las siguientes especies y subespecies:
- Promops centralis Thomas, 1915
  - Promops centralis centralis
  - Promops centralis occultus
- Promops davisoni Thomas, 1921[2]
- Promops nasutus (Spix, 1823)
  - Promops nasutus nasutus
  - Promops nasutus ancilla
  - Promops nasutus downsi
  - Promops nasutus fosteri
  - Promops nasutus panama